# عصر الثورة
عصر الثورة هو الفترة الممتدة من 1774 إلى 1849 تقريبًا والتي حدثت فيها العديد من الحركات الثورية الهامة في معظم أوروبا والأمريكتين. تميزت هذه الفترة بالانتقال من حكومات الملكية المطلقة إلى الحكومات التمثيلية مع دستور مكتوب، وإنشاء الدول القومية.
تعتبر الثورة الأمريكية (1765-1783) عادةً نقطة انطلاق عصر الثورة لتأثرها بأفكار عصر التنوير الجديدة. وملهمة الثورة الفرنسية (1789) التي انتشرت بسرعة من خلال حروبها إلى بقية أوروبا. تولى نابليون السلطة في فرنسا عام 1799 واستمر في الحروب الثورية الفرنسية باحتلاله لمعظم أوروبا القارية. رغم فرض نابليون عددًا من المفاهيم الحديثة مثل المساواة أمام القانون أو القانون المدني على غزواته، لكن احتلاله العسكري الصارم كان سببًا في اندلاع ثورات وطنية، وخاصةً في أسبانيا وألمانيا. بعد هزيمة نابليون، شكلت القوى العظمى الأوروبية التحالف المقدس في مؤتمر فيينا في الفترة 1814-1815 في محاولة لمنع الثورات المستقبلية، ولاستعادة الأنظمة الملكية السابقة. ولكن أضعفت الحروب النابليونية إسبانيا إلى حد كبير، ولم تتمكن من السيطرة على مستعمراتها الأمريكية، التي أعلنت جميعها تقريبًا استقلالها بين عامي 1810 و1820. ثم انتشرت الثورة إلى أوروبا الجنوبية عام 1820، باندلاع الانتفاضات في البرتغال، وأسبانيا، وإيطاليا واليونان. اهتزت أوروبا القارية بفعل موجتين ثوريتين مماثلتين في عامي 1830 و1848، تسميان ربيع الأمم. غالبًا ما اندمجت المطالب الديمقراطية للثوار بحركات الاستقلال أو التوحيد الوطني، كما حدث في إيطاليا، وألمانيا، وبولندا والمجر... إلخ، أنهى القمع العنيف لربيع الأمم هذا العصر.
نشر المؤرخ البريطاني إيريك هوبسباوم هذا التعبير في كتابه «عصر الثورة: أوروبا 1789-1848»، عام 1962.

## الثورة الصناعية
تعتبر الثورة الصناعية انتقالًا إلى عمليات تصنيع جديدة منذ عام 1760 إلى وقت ما بين عامي 1820 و1840. وشكلت نقطة تحول رئيسية في التاريخ وأثرت بجميع جوانب الحياة اليومية تقريبًا بطريقةٍ ما. وخاصةً متوسط الدخل وعدد السكان الذي بدأ يظهر نموًا مطردًا لم يسبق له مثيل. أدى هذا إلى توسع سريع للمدن مما سبب توترات واضطرابات اجتماعية. غذت المظالم الاقتصادية المرتبطة بهذا التصنيع ثورات لاحقة مثل تلك التي حدثت عام 1848. ظهرت طبقات اجتماعية جديدة بما فيها تلك التي بدأت في رفض السياسة التقليدية (الأرثوذكسية). ويتجلى هذا بصعود الطبقة الوسطى الحضرية، التي أصبحت قوة عظيمة، وجب دمجها في النظام السياسي الجديد. أدت الاضطرابات أيضًا إلى أفكار سياسية جديدة كانت موجهة ضد الترتيبات الاجتماعية لنظام ما قبل عصر الصناعة.

## الثورة الأمريكية (1775-1783)
استقلت المستعمرات البريطانية الأمريكية الثلاثة عشر في الثورة الأمريكية عام 1776. طالبت المستعمرات الأوروبية في هذه الحركة لأول مرة بالاستقلال والذي تبعه صياغة دستور تضمن عددًا من الميزات الأساسية في أطر ديمقراطية تمثيلية فدرالية ونظام من الضوابط والموازين. وتشمل على سبيل المثال لا الحصر رئيس دولة منتخب، وحقوق الملكية، وحق ضمان الحقوق، وحقوق حرية التعبير، والصحافة والممارسة الدينية. اعتبرت هذه الثورة ولادة الولايات المتحدة الأمريكية.

## الثورة الفرنسية (1789-1799)
كانت الثورة الفرنسية فترة من الاضطرابات الاجتماعية والسياسية الراديكالية في فرنسا من عام 1789 حتى عام 1799 والتي أثرت بعمق على التاريخ الفرنسي والحديث، أدت إلى تراجع أنظمة الملكية المطلقة والكنائس وصعود الديمقراطية والقومية. ازداد الاستياء الشعبي من الامتيازات التي يتمتع بها رجال الدين والأرستقراطيين في خضم الأزمة الاقتصادية بعد حربين مكلفتين وسنوات من المحاصيل السيئة، مما حفز مطالبات التغيير. صيغت هذه المبادئ على أسس مُثُل التنوير وتسببت في استدعاء جمعية الملكية العامة (الجمعية الوطنية في فرنسا) لاستجوابها في مايو 1789.

## الثورة الهايتية (1791–1804)
كانت الثورة الهايتية ثورة عبيد في مستعمرة سانتو دومينغو الفرنسية، والتي تُوجت بالقضاء على العبودية هناك وتأسيس جمهورية هايتي. كانت الثورة الهايتية ثورة العبيد الوحيدة التي أدت إلى تأسيس دولة. وتُعتبر أيضًا أنجح تمرد للعبيد على الإطلاق، وتشكل لحظة حاسمة في تاريخ أوروبا والأمريكتين. بدأ التمرد بثورة العبيد السود الأفارقة في أغسطس 1791. وانتهى في نوفمبر 1803 بالهزيمة الفرنسية في معركة فيرتيير. استقلت هايتي في 1 يناير 1804.
أتى ثلث التجارة الخارجية والعائدات الفرنسية من مزارع السكر والبن في هايتي. تم تجاهل الجزيرة أثناء الثورة الفرنسية، مما سمح لثورة العبيد بتحقيق بعض النجاحات الأولية. ولكن، عندما أصبح نابليون القنصل الأول لفرنسا، أرسل قوات لقمعها.
عُرفت هذه الحرب بقسوة كلا الجانبين، وبأنها كانت حرب عصابات شاملة. لم تظهر القوات الفرنسية أي رحمة عند قتالهم للسود، لعدم اعتبارهم معارضين قيميين للجيش الفرنسي.
عانى الجيش الفرنسي من تفشي المرض الشديد، وكان سكان هايتي غير مجهزين. قُتل كبار قادة كلا الجانبين، وتوفي زعيم الهايتيين في الأسر.

## تمرد الأيرلنديين المتحدين (1798)
نهض الأيرلنديون ضد الحكم البريطاني في أيرلندا عام 1798 على أمل إنشاء الجمهورية الأيرلندية. بدأت جمعية الأيرلنديين المتحدين التمرد بقيادة ثيوبالد ولف تون. تمردوا على الحكومة لعدد من الأسباب ولكن أبرزها الطابع الطائفي للحكم البريطاني، الذي أيد قوانين العقوبات التي ميزت ضد الكاثوليك وأعضاء الكنيسة المشيخية في المجتمع الأيرلندي. فشل التمرد وأدى إلى قانون الاتحاد عام 1801.

## الثورة الصربية (1804-1835)
كانت الثورة الصربية بمثابة انتفاضة وطنية وتغيير دستوري في صربيا، وقعت بين عامي 1804-1835، تطورت خلالها المنطقة من إقليم عثماني إلى إقليم متمرد، ثم إلى إقليم ذو نظام ملكي دستوري، وأخيرًا إلى الدولة الصربية الحديثة. تميز الجزء الأول من الفترة (1804-1815)، بنضال عنيف للاستقلال عن الإمبراطورية العثمانية، تمثل بانتفاضاتين مسلحتين، وانتهى بوقف إطلاق النار. طوّر خلال الفترة اللاحقة (1815-1835) توطيد سلمي للسلطة السياسية في صربيا التي تمتعت باستقلال ذاتي متزايد، وتوجّ بالاعتراف بحق الأمراء الصرب في الحكم الوراثي في عامي 1830 و1833 وبالتوسع الإقليمي للنظام الملكي الفتي، أُلغى اعتماد أول دستور مكتوب عام 1835 الإقطاعية والقنانة، وجعل البلد بلدًا مهيمنًا. صاغ المؤرخ الأكاديمي الألماني، ليوبولد فون رانكه، مصطلح «الثورة الصربية» في كتابه «ثورة صربيا»، المنشورعام 1829. وكانت هذه الأحداث أساسًا لإمارة صربيا الحديثة.
وصف العلماء حرب الاستقلال الصربية والتحرير الوطني التالي بأنهما ثورة لأن الانتفاضات بدأتها جماهير واسعة من الريفيين الصرب الذين كانوا في صراع طبقي شديد مع ملاك الأراضي الأتراك الذين كانوا سادة سياسيين واقتصاديين في نفس الوقت، مثل اليونان في 1821-1832.

## حروب استقلال أمريكا اللاتينية (1808-1833)
شهدت أميركا اللاتينية ثورات استقلال في أوائل القرن التاسع عشر، فصلت المستعمرات عن أسبانيا والبرتغال، وأنشأت دولًا جديدة. قادت طبقة الكريول هذه الحركات، وتألفت عن الطبقة من أسبان إثنيين مولودين في أمريكا اللاتينية؛ كان أكثرهم مواطنين أثرياء يشغلون مناصب عالية في السلطة ولكنهم لم يحظوا باحترام كبير من الأسبان المولودين في أوروبا. سيمون بوليفار هو أحد هؤلاء الكريول، الذي قاد عدة ثورات في أمريكا الجنوبية وساعد في تأسيس كولومبيا الكبرى. ومن الشخصيات المهمة أيضًا خوسيه دي سان مارتين، الذي ساعد في إنشاء مقاطعات ريو دي لا بلاتا المتحدة وأصبح أول رئيس لبيرو.

## حرب الاستقلال اليونانية (1821-1832)
كانت اليونان في أوائل القرن التاسع عشر تحت حكم الإمبراطورية العثمانية. بدأت سلسلة من الثورات، منذ عام 1821 الصراع. أرسلت الإمبراطورية العثمانية قواتها لقمع الثورات. وبحلول عام 1827، دخلت قوات من روسيا وبريطانيا العظمى وفرنسا إلى الصراع، فساعدت اليونانيين على طرد القوات التركية من شبه جزيرة بيلوبونيز. وأخيرًا اعترف الأتراك باليونان كدولة حرة في مايو 1832.

## ثورات عام 1820
كانت ثورات 1820 عبارة عن سلسلة من الانتفاضات الثورية في إسبانيا وإيطاليا والبرتغال واليونان. اختلفت عن حروب عام 1830، إذ مالت الحروب إلى أن تقع في المناطق الخارجية من أوروبا.

## ثورات عام 1830
حدثت موجة ثورية في أوروبا عام 1830. تضمنت ثورتين «قوميتين رومانسيتين»، وهما الثورة البلجيكية في مملكة الأراضي المنخفضة المتحدة وثورة يوليو في فرنسا. حدثت أيضًا ثورات في كونغرس بولندا والدول الإيطالية والبرتغال وسويسرا. تبعتها بعد ثمانية عشر عامًا موجة أخرى من الثورات أقوى بكثير وعُرفت باسم ثورات عام 1848.

## ثورات عام 1848
كانت الثورات الأوروبية عام 1848، والتي عرفت في بعض البلدان باسم ربيع الأمم أو ربيع الشعوب أو عام الثورة، سلسلة من الاضطرابات السياسية في جميع أنحاء أوروبا في عام 1848. ما تزال تعد الموجة الثورية الأوسع في التاريخ الأوروبي، ولكن في غضون سنة واحدة، استعادت القوى الرجعية السيطرة وأحبطت الثورات.
كان التأثير السياسي لثورات 1848 أكثر وضوحًا في النمسا مقارنة بآثار الثورة في بلدان أخرى مثل ألمانيا. يعود هذا الأمر إلى الطريقة التي أدت بها الاضطرابات في فيينا إلى خسائر أكبر في الأرواح واكتسابها دعمًا أقوى من المثقفين والطلاب والطبقة العاملة. وصف أحد الآراء التجربة الألمانية بأنها أقل اهتمامًا بالقضايا الوطنية، على الرغم من أنها نجحت في كسر الحواجز الطبقية. ساد قبلها رأي يعترف بوجود حدث ثوري واحد فقط في ألمانيا، لكن الدراسات الحديثة أشارت إلى صورة مجزأة للعديد من الثورات التي حدثت في آن معًا.
اعتُبرت ثورات عام 1848 لافتة للانتباه أيضًا بسبب زيادة مشاركة المرأة. في حين شاركت النساء في الأنشطة الثورية مشاركة نادرة، لعبن أدوارًا داعمة ومساعدة مثل حالات النادي السياسي النسائي في فيينا الذي طالب بإجراءات ثورية من الجمعية التأسيسية النمساوية، والنساء الباريسيات اللاتي احتججن واقترحن حلولهن الخاصة للمشاكل الاجتماعية، ولا سيما تلك المتعلقة بحقوقهن وحرفهن.

## ثورة تايبانغ 1850-1864
كان تمرد تايبينغ الذي استمر بين عامي 1850 و1864، ثورة قامت ضد أسرة تشينغ في الصين، وكانت أسبابها الرئيسية قناعات دينية ولم تنتج عن الظروف الاقتصادية للمنطقة. عملت قوات تايبينغ تحت قيادة مجموعة شبيهة بالطائفة أُطلق عليها اسم مجتمع عبادة الله ترأسها هونغ شيوشان الذي نصب نفسه نبيًا على الطائفة. في عام 1853، استولت القوات على مدينة نانجينغ واحتلوها وعينوها عاصمة لمملكتهم لمدة عشر سنوات. مع ذلك، فشلت قوات تايبينغ في الإطاحة بأسرة تشينغ، وحين أُحبطت ثورتهم أخيرًا في عام 1864، مات أكثر من 20 مليون شخص.

## ثورة يوريكا
كانت ثورة يوريكا عبارة عن تبادل إطلاق النار لمدة 20 دقيقة بين عمال المناجم في بالارات في فيكتوريا والجيش البريطاني. بعد فرض تراخيص على تعدين الذهب، توجب على الفرد المالك لمنجم ذهب أن يحصل على رخصة بتكلفة 30 شلنًا شهريًا، وهي تكلفة رآها عمال المناجم مبالغًا فيها. بدأ عمال المناجم في بالارات بالتجمع في بيكري هيل وأحرقوا تراخيصهم، وأقسموا اليمين تحت علم صليب الجنوب، وانتخبوا بيتر لالور زعيمًا للثورة، وبنوا حاجزًا (حصنًا مؤقتًا) حول المناجم. في النهاية، أطلقت القوات البريطانية بقيادة تشارلز هوثام حاكم بالارات النار على الحاجز. رد عمال المناجم بإطلاق النار واستمر الأمر 20 دقيقة قبل أن تقتحم القوات البريطانية حاجزهم. قُبض على معظم عمال المناجم من قبل سلطات الاستعمار البريطاني، وقُدموا للمحاكمة. من ثبتت إدانته، حوكم بالشنق بتهمة الخيانة العظمى. بُرئ الجميع في نهاية المطاف. اعتُبرت ثورة يوريكا بصورة مثيرة للجدل ولادة للديمقراطية في أستراليا وفسره الكثيرون على أنه تمرد سياسي.

## حرب الاستقلال الهندية الأولى (1857-1858)
مثلت الثورة الهندية عام 1857 انتفاضة كبرى، باءت بالفشل في النهاية، قامت في الهند في 1857-1858 ضد حكم شركة الهند الشرقية البريطانية، التي كانت تعمل كقوة ذات سيادة نيابة عن الملك البريطاني. بدأت الثورة في 10 مايو 1857 على شكل تمرد من جنود جيش الشركة في بلدة ميروت الحامية الواقعة على بعد 40 ميل (64 كم) شمال شرق دلهي (تعد المنطقة الآن دلهي القديمة). فجرت لاحقًا حركات تمرد وثورات مدنية أخرى تمركزت في سهل الغانج الأعلى ووسط الهند، على الرغم من وقوع حوادث تمرد أيضًا في أقصى الشمال والشرق. شكل التمرد تهديدًا كبيرًا للقوة البريطانية في تلك المنطقة، ولم يُسيطر عليه إلا بهزيمة المتمردين في قاليور في 20 يونيو 1858. في 1 نوفمبر 1858، أصدر البريطانيون عفوًا عن جميع المتمردين غير المتورطين في القتل، على الرغم من أنهم لم يعلنوا عن انتهاء الأعمال العدوانية رسميًا حتى 8 يوليو 1859. اختُلف على تسمية الثورة ووصفت بأسماء عديدة مثل تمرد الجنود الهنديين والتمرد الهندي والثورة الكبرى وثورة عام 1857 والعصيان الهندي وحرب الاستقلال الأولى.

## الثورات البلغارية والاستقلال
ظهرت القومية البلغارية الحديثة في ظل الحكم العثماني في أواخر القرن الثامن عشر وأوائل القرن التاسع عشر، وذلك تحت تأثير الأفكار الغربية مثل الليبرالية والقومية التي تسللت إلى البلاد بعد الثورة الفرنسية. في عام 1869 تأسست المنظمة الثورية الداخلية. تأسست الأكسرخية البلغارية المستقلة في عام 1870/1872 من الأبرشية البلغارية إذ كان ما لا يقل عن ثلثي المسيحيين الأرثوذكس على استعداد للانضمام إليها. أدت انتفاضة أبريل عام 1876 إلى إعادة تأسيس بلغاريا بطريقة غير مباشرة في عام 1878.

## كومونة باريس
كانت كومونة باريس حكومة اشتراكية ثورية حكمت باريس بين 18 مارس و28 مايو 1871. تأسست على يد منشقين متطرفين من الحرس الوطني الفرنسي كانوا قد جُندوا للدفاع عن باريس في الحرب الفرنسية البروسية (19 يوليو 1870-28 يناير 1871).